# Nuevo Chejel
Nuevo Chejel är en ort i Mexiko.   Den ligger i kommunen Socoltenango och delstaten Chiapas, i den sydöstra delen av landet, 800 km sydost om huvudstaden Mexico City. Nuevo Chejel ligger 549 meter över havet och antalet invånare är 427.
Terrängen runt Nuevo Chejel är platt västerut, men österut är den kuperad. Runt Nuevo Chejel är det ganska glesbefolkat, med 27 invånare per kvadratkilometer. Närmaste större samhälle är Nuevo Resplandor, 2,6 km nordväst om Nuevo Chejel. I omgivningarna runt Nuevo Chejel växer huvudsakligen savannskog.